# 斯特罗扎
斯特罗扎（義大利語：Strozza），是意大利贝加莫省的一个市镇。总面积3.85平方公里，人口1078人，人口密度280.0人/平方公里（2009年）。国家统计（ISTAT）代码为016208。